# Rivula oenipontana
Rivula oenipontana là một loài bướm đêm trong họ Erebidae.